# Pictura: An Adventure in Art
Pictura: An Adventure in Art (tytuł alt. Pictura) – amerykański film dokumentalny z 1951, składający się z sześciu podzielonych segmentów, które zostały wyreżyserowane przez siedmiu różnych filmowców. W roli narratorów wystąpili hollywoodzcy aktorzy: Vincent Price, Gregory Peck, Harry Marble, Lilli Palmer, Martin Gabel i Henry Fonda.
W 1952 Alain Resnais, reżyser jednego z segmentów (nr. 5), otrzymał specjalną nagrodę podczas 9. gali wręczenia Złotych Globów.

## Fabuła

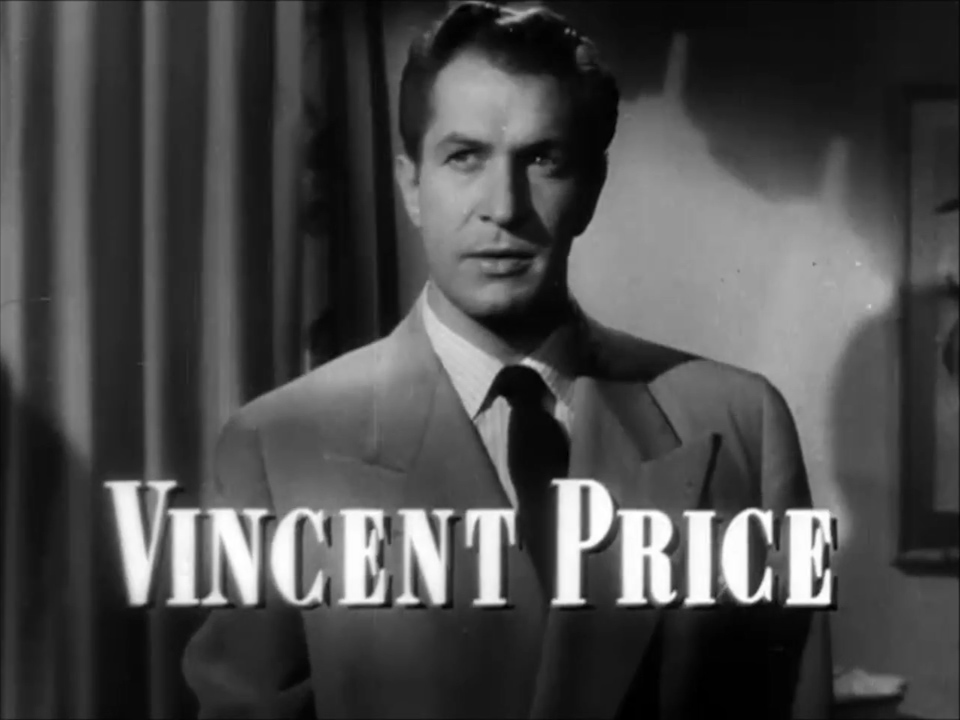
Vincent Price, narrator segmentu nr. 1 i przewodnik grupy studentów

Na terenie amerykańskiego uniwersytetu aktor i kolekcjoner sztuki Vincent Price przewodzi grupie studentów, chcąc ich wprowadzić w „niesamowitą i ciekawą podróż do świata sztuki” na przykładzie sześciu znanych artystów od XV wieku po współczesność. Kiedy studenci patrzą na XV-wieczny obraz Ogród rozkoszy ziemskich autorstwa niderlandzkiego artysty Hieronima Boscha, Price opisuje dzieło malarza, czytając fragmenty z Księgi Rodzaju, które dotyczą wydalenia Adama i Ewy z Edenu po zerwaniu przez kobietę zakazanego owocu. W następnej kolejności amerykański aktor zapoznaje studentów z twórczością XV-wiecznego włoskiego malarza, jednego z mistrzów szkoły weneckiej – Vittore Carpaccio. Narracja ekranowa aktora Gregory’ego Pecka bada historię jednego z obrazów wchodzących w skład serii dużych malowideł ściennych na płótnie o nazwie Legenda o świętej Urszuli.
Kolejnym punktem dyskusji w filmie jest zwrócenie uwagi Price’a na XVIII wiek, kiedy to sztuka bardziej skupiała się na codziennym życiu człowieka. Zapoznaje on studentów z twórczością hiszpańskiego malarza Francisco Goi. Przy akompaniamencie wirtuoza gitary Andrésa Segovi, narrator Harry Marble opowiada o umiejętnościach matadora podczas walki byków, a publiczność ogląda obraz Goi zainspirowany okupacją Madrytu przez wojska Napoleona w 1808. Następnym tematem dyskusji Price’a jest francuski malarz Henri de Toulouse-Lautrec. Narracja ekranowa aktorki Lilli Palmer opisuje zainteresowanie Lautreca spokojną stroną paryskiego nocnego życia w latach 90. XIX wieku, związanego z portretami ludzi z klasy robotniczej, w których delikatnie przedstawia się zarówno morderczą pracę, jak i beztroską naturę klasy robotniczej.
W przedostatnim segmencie Price przedstawia sylwetkę Paula Gauguina, francuskiego malarza i ówczesnego mieszkańca Paryża, którego dzieła spotkały się z ostrą krytyką. Korzystając z fragmentów dzienników oraz listów autorstwa Gauguina, narrator Martin Gabel opisuje nędzę malarza wśród francuskiej publiczności i jego ostatnią przeprowadzkę na Tahiti, gdzie stworzył portrety rodzimych kobiet, które w późniejszych latach uczyniły go sławnym. Ostatnim punktem dyskusji jest postać amerykańskiego malarza Granta Wooda, samouka ze stanu Iowa. Narracja ekranowa w wykonaniu aktora Henry’ego Fondy omawia historie kilku najsłynniejszych obrazów artysty, w tym John B. Turner, Pioneer, portret przedsiębiorcy z środkowego zachodu; Woman with Plants, studium jego matki; oraz najbardziej rozpoznawalny w jego dorobku American Gothic (1930), w którym siostra i dentysta Wooda byli modelami dla hodowców kukurydzy.

## Obsada
Opracowano na podstawie materiału źródłowego:
- Vincent Price – segment Hieronim Bosch (narrator), przewodnik grupy studentów (reż. E.A. Dupont)
- Gregory Peck – segment Vittore Carpaccio (narrator)
- Harry Marble – segment Francisco Goya (narrator)
- Lilli Palmer – segment Henri de Toulouse-Lautrec (narrator)
- Martin Gabel – segment Paul Gauguin (narrator)
- Henry Fonda – segment Grant Wood (narrator)

## Produkcja

### Realizacja
Przed rozpoczęciem procesu produkcji filmu, skonsultowano się z sześćdziesięcioma uznanymi ekspertami w dziedzinie sztuki. Producenci pokryli koszty transportu dzieł sztuki, aby móc je sfotografować specjalnie na potrzeby filmu. Fragmenty Pictura: An Adventure in Art realizowano w muzeach na terenie Francji, Hiszpanii, Włoch i Stanów Zjednoczonych. Sekwencję oszacowania klas poszczególnych dzieł sztuki nagrano na kampusie UCLA w zachodniej dzielnicy Los Angeles – Westwood. Okres zdjęciowy zakończył się pod koniec października 1951.

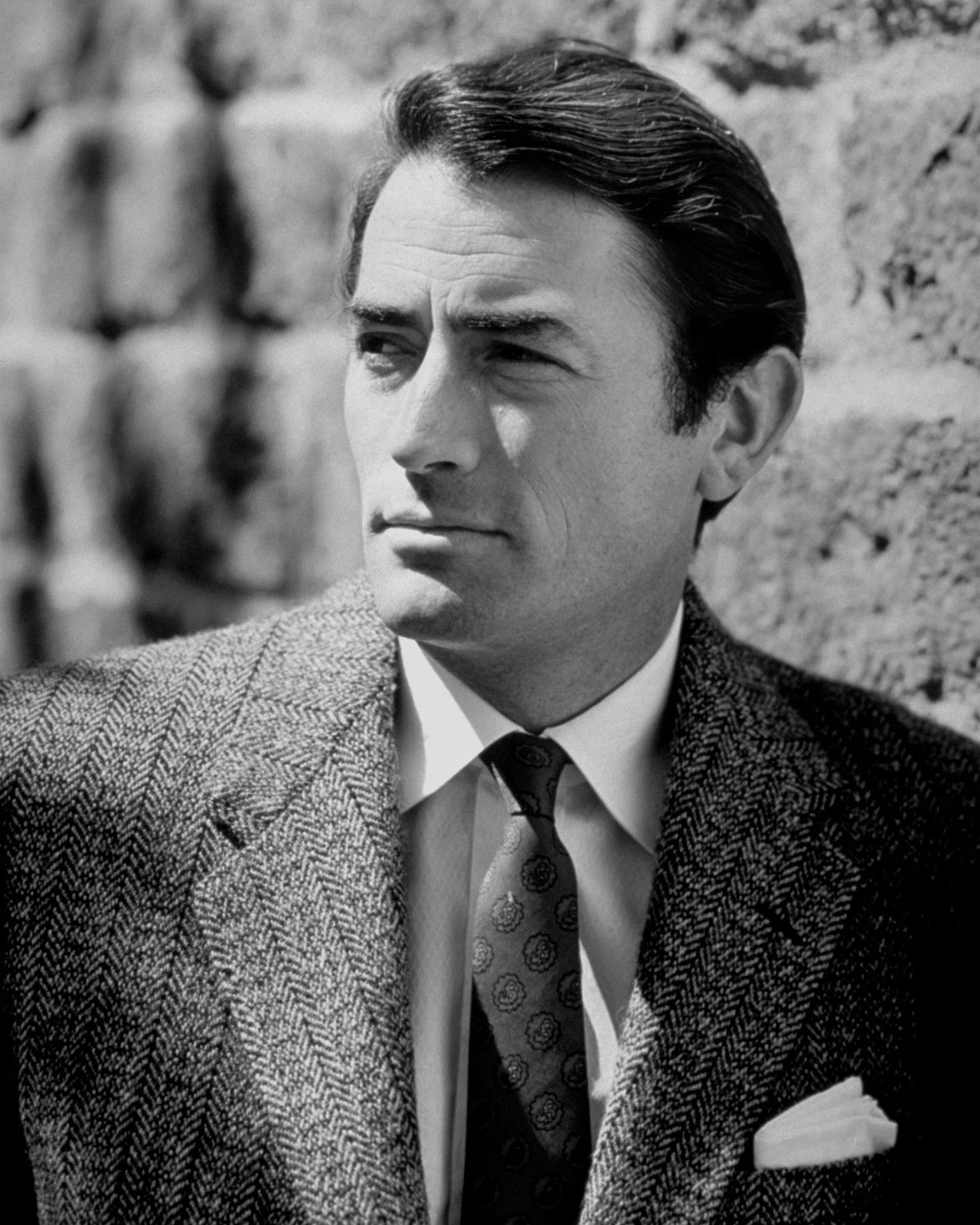
Gregory Peck – narrator segmentu nr. 2

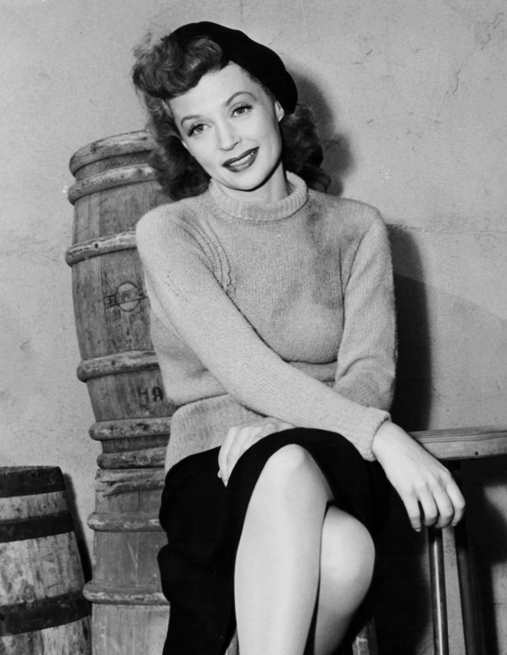
Lilli Palmer – narrator segmentu nr. 4

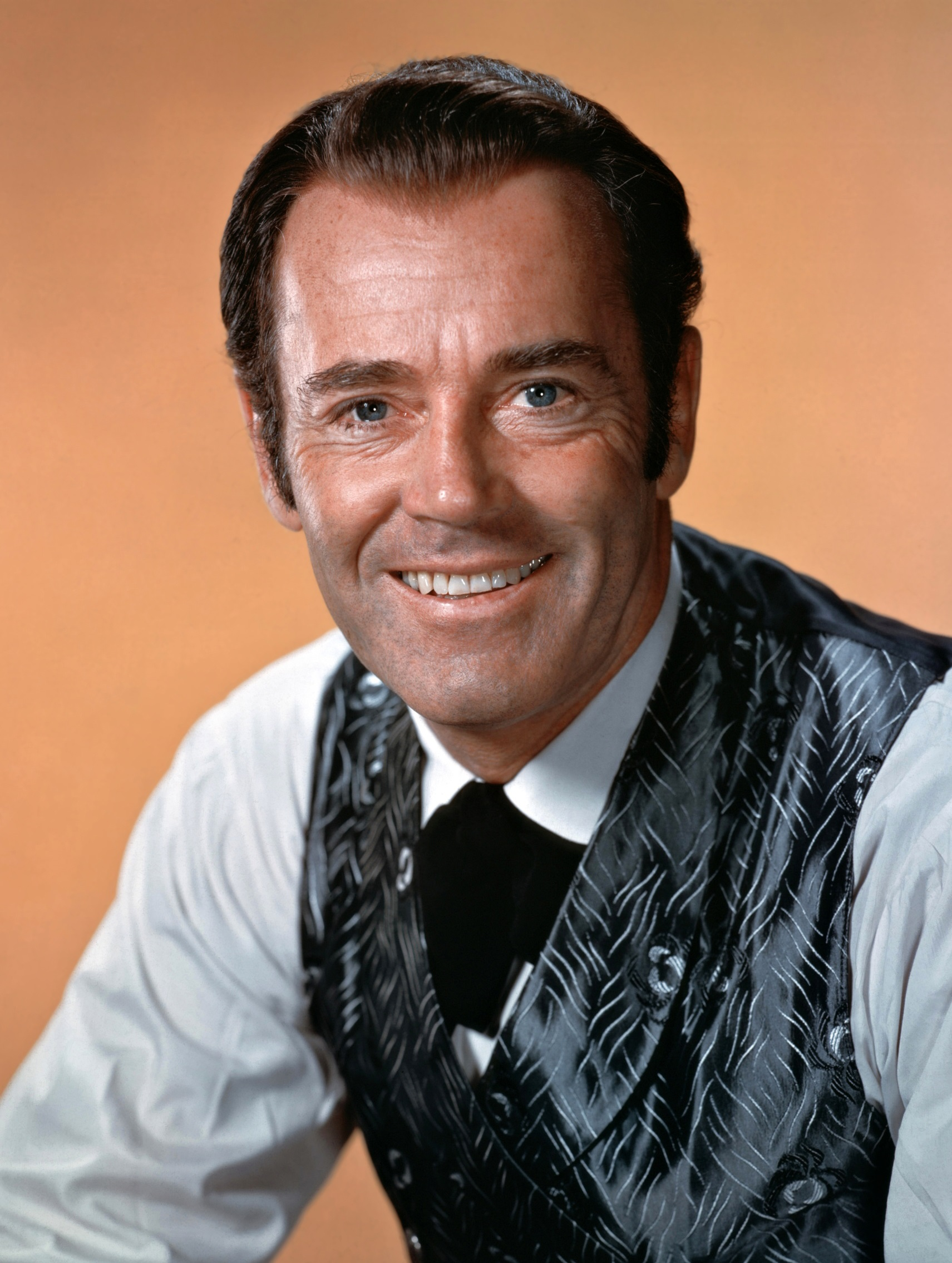
Henry Fonda – narrator segmentu nr. 6

### Lista segmentów
Opracowano na podstawie materiału źródłowego:
Segment 1: The Lost Paradise autorstwa Hieronima Boscha (ok. 1450–1516)
- Badania i historia: Luciano Emmer, Enrico Gras
- Producent: Luciano Emmer
- Reżyser: Luciano Emmer
- Komentarz: Biblia króla Jakuba
- Muzyka: Roman Vlad w wykonaniu Orchestra dell’Accademia Nazionale di Santa Cecilia
- Narrator: Vincent Price

Segment 2: Legenda o świętej Urszuli autorstwa Vittore Carpaccio (ok. 1465–1526)
- Reżyser: Luciano Emmer
- Współproducent: Sergio Amidei
- Specjalne zdjęcia i efekty: Mario Bava
- Scenariusz: Richard Nickson
- Muzyka: Roman Vlad w wykonaniu Orchestra dell’Accademia Nazionale di Santa Cecilia
- Narrator: Gregory Peck

Segment 3: Francisco Goya (1746–1828)
- Producent: Luciano Emmer
- Reżyser: Lauro Venturi
- Scenariusz: Harry Marble
- Muzyka: Isaac Albéniz; akompaniament: Andrés Segovia (gitara)
- Narrator: Harry Marble

Segment 4: Henri de Toulouse-Lautrec (1863–1901)
- Reżyserzy: Robert Hessens, Olga Lipska
- Producent: Pierre Braunberger
- Scenariusz: Herman Starr
- Muzyka: Guy Bernard
- Narrator: Lilli Palmer

Segment 5: Paul Gauguin (1848–1903)
- Reżyser: Alain Resnais
- Producent: Pierre Braunberger
- Badania: Gaston Diehl
- Muzyka: Darius Milhaud
- Narrator: Martin Gabel

 Segment 6: Grant Wood (1892–1942)
- Reżyser: Marc Sorkin
- Producent: Leonid Kipnis
- Badania: Jules Schwerin
- Operator: John Lewis
- Muzyka: Lan Adomian
- Narrator: Henry Fonda

## Odbiór

### Premiera kinowa i recenzje
Według artykułu zamieszczonego na łamach „Los Angeles Timesa” z dnia 16 grudnia 1951, głównym sponsorem premiery filmu, która miała miejsce w Esquire Theatre w Los Angeles 21 grudnia 1951, było miejscowe Los Angeles County Museum of Art. 8 lutego 1952 Pictura: An Adventure in Art zadebiutowała w kinach w San Francisco, a 7 kwietnia w Nowym Jorku.
Jak zauważył jeden z dziennikarzy „The New York Timesa”, ponieważ film dokumentalny Pictura: An Adventure in Art nagrano w czerni i bieli, brakowało „estetycznego wykończenia” niezbędnego do oglądania kolorowych obrazów.